# 栗原浩司
栗原 浩司（くりはら こうじ、1964年5月2日 - ）は、栃木県佐野市（旧：田沼町）出身の元陸上競技選手。現陸上競技指導者。1988年ソウルオリンピック日本代表。4×100mリレーの元日本記録保持者。現在は栃木県立佐野高等学校の陸上競技部の顧問などを務める。

## 経歴
佐野市立閑馬小学校時代は100mを14-15秒で走るなど、学校で一番の快足の持ち主だった。
栃木県立佐野高等学校時代は国民体育大会少年男子Aで優勝する活躍を見せたが、腰を痛める、腹膜炎、足首を捻挫するなど、大事な試合前に怪我をすることが多かった。
筑波大学時代には日本選手権男子4×100mリレーで優勝、男子200mで2位、日本学生選手権で2冠（男子100m・4×100mリレー）達成するなど活躍。神戸ユニバーシアードにも出場した。
栃木県立足利工業高等学校教員時代の1988年にソウルオリンピック日本代表に選ばれ、大会では男子100mと4×100mリレーに出場した。男子100mでは出場した日本人選手の中で唯一1次予選を突破し、2次予選では敗退したもののカール・ルイスと同じ組で走った。男子4×100mリレーでは3走を務め、準決勝で敗退したものの38秒90の日本新記録樹立に貢献した。
27歳で現役を引退し、その後は栃木県立佐野女子高等学校（現・栃木県立佐野東高等学校）、栃木県総合教育センターなどに勤めた。
2013年に栃木県立石橋高等学校に赴任。同高校陸上部の顧問を務めるとともに、野球部のアドバイザーも務めている。

## 主要大会成績
- 備考欄の記録は当時のもの

### 国際大会
| 年   | 大会                        | 場所       | 種目    | 結果    | 記録          | 備考                   | 脚注  |
| ---- | --------------------------- | ---------- | ------- | ------- | ------------- | ---------------------- | ----- |
| 1985 | 第13回ユニバーシアード (en) | 神戸       | 100m    | 2次予選 | 10秒73 (0.0)  |                        | [ 3 ] |
| 1985 | 第13回ユニバーシアード (en) | 神戸       | 4x100mR | 6位     | 39秒93 (2走)  |                        | [ 3 ] |
| 1988 | 第24回オリンピック          | ソウル     | 100m    | 2次予選 | 10秒49 (+1.4) |                        | [ 3 ] |
| 1988 | 第24回オリンピック          | ソウル     | 4x100mR | 準決勝  | 38秒90（3走） | 日本記録               | [ 3 ] |
| 1989 | 第2回世界室内選手権         | ブダペスト | 60m     | 準決勝  | 6秒72         |                        | [ 3 ] |
| 1989 | 第5回ワールドカップ (en)    | バルセロナ | 4x100mR | 8位     | 39秒32（1走） | アジア代表（日本代表） | [ 3 ] |

### 日本選手権
- 1988年までは6位以内、1989年以降は8位以内の成績を収めた大会を記載

| 年   | 大会             | 種目    | 結果 | 記録          | 備考     | 脚注  |
| ---- | ---------------- | ------- | ---- | ------------- | -------- | ----- |
| 1982 | 第66回日本選手権 | 4x100mR | 4位  | 41秒76 (2走)  |          | [ 4 ] |
| 1983 | 第67回日本選手権 | 4x100mR | 優勝 | 40秒41 (2走)  | 大会記録 | [ 4 ] |
| 1985 | 第69回日本選手権 | 100m    | 2位  | 10秒57 (0.0)  |          | [ 4 ] |
| 1986 | 第70回日本選手権 | 4x100mR | 4位  | 40秒86 (1走)  |          | [ 4 ] |
| 1988 | 第72回日本選手権 | 100m    | 5位  | 10秒67 (-1.0) |          | [ 4 ] |
| 1989 | 第73回日本選手権 | 100m    | 8位  | 10秒59 (+1.6) |          | [ 4 ] |

### 獲得タイトル
- 優勝した主要大会を記載（主要国際大会と日本選手権を除く）

| 年   | 大会                 | 種目    | 記録          | 備考  | 脚注  |
| ---- | -------------------- | ------- | ------------- | ----- | ----- |
| 1982 | 第37回国民体育大会   | 100m    | 10秒82 (-0.9) | 少年A | [ 5 ] |
| 1983 | 第52回日本学生選手権 | 100m    | 10秒77        |       | [ 5 ] |
| 1983 | 第52回日本学生選手権 | 4x100mR | 40秒49（1走） |       | [ 5 ] |
| 1984 | 第53回日本学生選手権 | 100m    | 10秒56        |       | [ 5 ] |
| 1984 | 第53回日本学生選手権 | 4x100mR | 40秒33（4走） |       | [ 5 ] |

## 日本記録
- 樹立した日本記録を記載

### 屋外
| 種目    | 記録      | 年月日        | 大会               | 場所   | 所属     | 備考 | 脚注  |
| ------- | --------- | ------------- | ------------------ | ------ | -------- | ---- | ----- |
| 4x200mR | 1分24秒15 | 1986年11月3日 | 浜松中日カーニバル | 浜松   | 日本選抜 | 3走  | [ 6 ] |
| 4x100mR | 38秒90    | 1988年10月1日 | オリンピック       | ソウル | 日本代表 | 3走  | [ 6 ] |

## 日本ランキング
- 10位以内に入った記録を記載

| 年   | 種目               | ランク | 記録   | 所属             | 脚注  |
| ---- | ------------------ | ------ | ------ | ---------------- | ----- |
| 1983 | 100m（電動）       | 9位    | 10秒65 | 筑波大学         | [ 7 ] |
| 1983 | 100m（手動＆電動） | 5位    | 10秒5  | 筑波大学         | [ 7 ] |
| 1984 | 100m（電動）       | 5位    | 10秒51 | 筑波大学         | [ 7 ] |
| 1984 | 200m（手動＆電動） | 4位    | 21秒2  | 筑波大学         | [ 7 ] |
| 1985 | 100m（電動）       | 6位    | 10秒57 | 筑波大学         | [ 7 ] |
| 1985 | 100m（手動＆電動） | 8位    | 10秒5  | 筑波大学         | [ 7 ] |
| 1986 | 100m（電動）       | 5位    | 10秒53 | 筑波大学         | [ 7 ] |
| 1986 | 100m（手動＆電動） | 8位    | 10秒5  | 筑波大学         | [ 7 ] |
| 1987 | 100m（電動）       | 8位    | 10秒52 | 足利工業高校教員 | [ 7 ] |
| 1987 | 100m（手動＆電動） | 9位    | 10秒4  | 足利工業高校教員 | [ 7 ] |
| 1988 | 100m（電動）       | 5位    | 10秒44 | 足利工業高校教員 | [ 7 ] |